# Port lotniczy Bradley
Port lotniczy Des Moines (IATA: DSM, ICAO: KDSM) – port lotniczy położony w miejscowości Windsor Locks nieopodal miasta Hartford, w stanie Connecticut, w Stanach Zjednoczonych.

## Linie lotnicze i połączenia
Stan na 2010 rok:
- Air Canada Jazz (Toronto-Pearson)
- Air Canada obsługiwane przez Air Georgian (Montreal-Trudeau, Toronto-Pearson)
- American Airlines (Dallas/Fort Worth, Miami, San Juan)
- American Eagle Airlines (Chicago-O'Hare)
- Continental Connection obsługiwane przez Commut Air (Newark)
- Continental Express obsługiwane przez Chautauqua Airlines (Cleveland)
- Continental Express obsługiwane przez ExpressJet (Cleveland, Newark [sezonowo])
- Delta Air Lines (Atlanta, Detroit, Orlando, Cancún [sezonowo], Fort Lauderdale [sezonowo], Fort Myers [sezonowo], Minneapolis/St.Paul [sezonowo], Tampa [sezonowo], West Palm Beach [sezonowo])
- Delta Connection obsługiwane przez Atlantic Southeast Airlines (Cincinnati/Northern Kentucky, Waszyngton-National)
- Delta Connection obsługiwane przez Chautauqua Airlines (	Cincinnati/Northern Kentucky, Detroit, Nowy Jork-JFK)
- Delta Connection obsługiwane przez Comair (Cincinnati/Northern Kentucky, Raleigh/Durham, Waszyngton-National)
- Delta Connection obsługiwane przez Compass Airlines (Detroit, Minneapolis/St. Paul)
- Delta Connection obsługiwane przez Mesaba Airlines (Cincinnati/Northern Kentucky, Detroit, Minneapolis/St. Paul)
- Delta Connection obsługiwane przez Pinnacle Airlines (Cincinnati/Northern Kentucky, Detroit, Nowy Jork-JFK, Raleigh/Durham, Waszyngton-National)
- Frontier Airlines obsługiwane przez Chautauqua Airlines (Milwaukee)
- JetBlue Airways (Fort Lauderdale, Orlando)
- Southwest Airlines (Baltimore, Chicago-Midway, Denver, Fort Lauderdale, Las Vegas, Nashville, Orlando, Tampa, West Palm Beach [sezonowo])
- United Airlines (Chicago-O'Hare, Waszyngton-Dulles)
- United Express obsługiwane przez Atlantic Southeast Airlines (Waszyngton-Dulles)
- United Express obsługiwane przez Mesa Airlines (Chicago-O'Hare, Waszyngton-Dulles)
- US Airways (Charlotte, Filadelfia, Waszyngton-National)
- US Airways Express obsługiwane przez Air Wisconsin (Filadelfia [sezonowo],Nowy Jork-LaGuardia)
- US Airways Express obsługiwane przez Republic Airlines (Charlotte, Filadelfia, Waszyngton-National)
- US Airways Express obsługiwane przez Trans States Airlines (Pittsburgh)

### Cargo
- Capital Cargo International Airlines (Cincinnati/Northern Kentucky, Rochester, Toledo)
- FedEx (Indianapolis, Memphis, Newark, Harrisburg [sezonowo], Greensboro [sezonowo], Manchester (NH) [sezonowo])
- FedEx Feeder obsługiwane przez Wiggins Airways (Bridgeport, Long Island/Islip, Newark, Manchester (NH), Portland)
- UPS Airlines (Albany, Chicago-Rockford, Louisville, Newark, Filadelfia, Providence, Cleveland [sezonowo], Dallas/Ft. Worth [sezonowo], Des Moines [sezonowo], Manchester (NH [sezonowo]), Ontario (CA) [sezonowo], Syracuse (NJ) [sezonowo])